# Ashley Tisdale
Ashley Michelle Tisdale, ameriška televizijska, gledališka in filmska igralka, producentka, fotomodel, pevka ter tekstopiska, * 2. julij 1985, West Deal, New Jersey, Združene države Amerike.
Njeni najslavnejši vlogi sta vloga Maddie Fitzpatrick, prodajalke slaščic v televizijski seriji Paglavca v hotelu ter vloga Sharpy Evans, glavne ženske antagonistke v televizijskih filmih Srednješolski muzikal, Srednješolski muzikal 2 in Srednješolski muzikal 3: Zadnji letnik. Kot Sharpy Evans je morala tudi zapeti soundtracke za filme iz serije filmov Srednješolski muzikal. Tako je Ashley Tisdale postala prva ženska izvajalka, ki je imela hkrati dve pesmi na lestvici Billboard Hot 100, in sicer v tednu 12. februarja 2006, obe pesmi (»What I've Been Looking For« in »Bop to the Top«) pa sta bili soundtracka iz filma Srednješolski muzikal.
Po prvemu filmu iz serije filmov Srednješolski muzikal je Ashley Tisdale podpisala pogodbo z Warner Bros. Records in tako začela s svojo samostojno glasbeno kariero. Izdala je svoj prvi glasbeni album, Headstrong, ki je izšel v februarju 2007 in dosegel peto mesto ameriških najbolje prodajanih albumov, saj je že v prvem tednu prodajanja prodal kar 64,000 kopij, kasneje pa ga je Recording Industry Association of America proglasila tudi za enega izmed najboljših. Njen drugi studio album, Guilty Pleasure je izšel leta 2009. Ashley Tisdale je imela tudi glasovno vlogo Candace Flynn v Disneyjevi televizijski seriji Phineas and Ferb ter se pojavila v filmih Kaj pa zdaj? (2008) in Vesoljčki s podstrešja (2009).

## Zgodnje življenje in začetek kariere
Ashley Michelle Tisdale se je rodila 2. julija 1985 v West Dealu, Monmouth County, New Jersey, Združene države Amerike staršema Lisi (rojena Morris) in Mikeu Tisdale, ki sta bila zaposlena v vodstvu nekega gradbenega podjetja. Njena starejša sestra, Jennifer Tisdale, je igralka in pevka, njen dedek, Arnold Morris, pa je razvijal Ginsujeve nože. V sorodu je tudi s poslovnežem Ronom Popeilom. Odrasla je v Ocean Townshipu, Monmouth County, New Jersey. Po mamini strani ima judovske prednike in pravi, da je Judinja tudi sama.
V starosti treh let je Ashley Tisdale spoznala svojega dosedanjega menedžerja, Billa Permana. Spoznala sta se v nakupovalnem centru v New Jearseyju in Perman je o njunem prvem srečanju za revijo Asbury Park Press kasneje povedal:
»Imela je prelepe kodraste lase, ogromne oči in ko me je z njimi pogledala, mi je namenila največji nasmeh od vseh nasmehov.«
Bill Perman jo je poslal na avdicije za razne reklame in tako se je že kot otrok večkrat pojavila na televiziji. Kasneje je s svojo igralsko kariero nadaljevala s pojavi v glasbeni komediji Gypsy in gledališki igri Moje pesmi moje sanje v mestnem gledališču.
V starosti osem let je dobila vlogo Cosette v Broadwayskem muzikalu Nesrečniki. »Ko sem bila majhna, sem videla igro Nesrečniki v Broadwayu in menila sem, da je to najbolj osupljivo delo, kar sem jih kdaj videla. Torej sem odšla do svojega menedžerja in mu povedala, da si želim igrati v tem,«  je Ashley Tisdale povedala v intervjuju za revijo Newsday v letu 2007. Potrjuje tudi, da je imela pred igro samo eno učno uro petja. Vlogo Cosette v muzikalu Nesrečniki je igrala dve leti, potem pa je dobila glavno vlogo v muzikalu Annie. Pri dvanajstih letih je predsedniku Billu Clintonu pela v Beli hiši.

## Kariera

### 1996–2006
V poznih devetdesetih in zgodnjih letih drugega tisočletja je Ashley Tisdale imela manjše vloge v televizijskih serijah, kot so The Hughleys, Smart Guy, Sedma nebesa, Boston Public in Bette ter v filmih, kot so Življenje žuželk in Donnie Darko, ki sta predstavljala njena prva filmska pojava. V tem času je delala tudi kot fotomodel za podjetje Ford. Za svojo vlogo v televizijski seriji Boston Public je leta 2000 prejela nominacijo za nagrado Young Artist Award v kategoriji za »najboljši gostovalni nastop v televizijski seriji - drama«, kar je bila tudi njena prva nominacija. Leta 2004 je dobila vlogo najstniške prodajalke sladkarij, Maddie Fitzpatrick v Disneyjevi televizijski seriji Paglavca v hotelu, ki se je na malih televizijskih ekranih prvič predvajala marca 2005, končali pa so jo leta 2008. Kasneje je dobila svojo prvo nagrado in sicer Nickelodeon Kids' Choice Awards za svojo vlogo v tej televizijski seriji.
Leta 2005 je Ashley Tisdale bila izbrana v igralsko ekipo Disneyjevega televizijskega filma Srednješolski muzikal, kjer je dobila vlogo popularne in nesramne najstnice, Sharpy Evans. Najprej se je sicer potegovala za vlogo Gabrielle Montez (ki jo je kasneje upodobila Vanessa Hudgens), vendar so producenti menili, da je primernejša za vlogo »slabe osebe«, saj ima zelo nizek glas. Film se je prvič predvajal v januarju 2006 in Ashley Tisdale je prejela v glavnem same pozitivne kritike, kljub temu, da so producenti na začetku menili, da ji zaradi njene slike »dobrega dekleta« v televizijski seriji Paglavca v hotelu vloga Sharpy Evans ne bo najbolj uspela. Zapela je tudi nekaj soundtrackov za film, ki so kasneje sestavljali najbolje prodajani glasbeni album v ZDA leta 2006. Ashley Tisdale je postala prva ženska izvajalka, ki je imela hkrati dve pesmi na lestvici Billboard Hot 100 in sicer »What I've Been Looking For« ter »Bop to the Top«, obe pa sta soundtracka iz filma Srednješolski muzikal. Srednješolski muzikal je kasneje postal Disneyjev največkrat gledan film leta 2006, saj si je samo premiero ogledalo 7.7 milijonov gledalcev. Ashley Tisdale je skupaj z ostalimi člani igralske ekipe Srednješolskega muzikala nastopila v Srednješolski muzikal: Koncert, koncertni turneji, ki je potekala skozi štirideset držav Združenih držav Amerike.
Ashley Tisdale je podpisala pogodbo z Warner Bros. Records julija 2006, takrat pa je tudi začela delati na svojem prvem samostojnem glasbenem albumu. Leta 2006 je izdala prvo pesem iz albuma, »Kiss the Girl«. Pesem je bila predvajana tudi v filmu Mala morska deklica. Decembra 2006 je izdala še tri EP pesmi iz svojega prvega albuma, med drugim tudi He Said She Said, ki je predstavljal promocijo za album sam. Album je izšel v letu 2007.

### 2007 - danes
Headstrong, kot je Ashley Tisdale poimenovala svoj prvi glasbeni album, je izšel v februarju leta 2007 preko založbe Warner Bros. in dosegel peto mesto na lestvici Billboard 200, saj je v prvem tednu prodajanja prodal kar 64,000 kopij. Pesem »Be Good to Me« je izšla decembra 2006, »He Said She Said« pa septembra 2007. Leta 2008 je izdala še singla »Not Like That« and »Suddenly«, ki pa nista dosegla pretiranega uspeha. Izdala je tudi svoj prvi glasbeni DVD, There's Something About Ashley in sicer v novembru 2007 s tremi pesmimi in videospoti, ter dokumentarni film o nastajanju njenega prvega albuma.
Ashley Tisdale je s svojo vlogo Sharpy Evans nadaljevala tudi v filmu Srednješolski muzikal 2, kjer je spet zapela veliko pesmi za film. Njen nastop v tem filmu je bil večkrat kritiziran s strani revij, kot je na primer The Hollywood Reporter. Film, ki si ga je, ko se je na Disney Channelu prvič predvajal, ogledalo 17 milijonov gledalcev, še danes velja za največkrat ogledani Disney film. Ashley Tisdale je dobila glasovno vlogo Candace Flynn v Disneyjevi televizijski seriji Phineas and Ferb ter zapela tudi soundtrack iz leta 2009.
Leta 2008 je Ashley Tisdale dobila glavno vlogo v televizijskem filmu Kaj pa zdaj?, kjer je upodobila nepopularno najstnico po imenu Mandy Gilbert, film pa je tudi producirala. Svojo vlogo Sharpy Evans je obdržala tudi v filmu Srednješolski muzikal 3: Zadnji letnik, zadnjem iz serije filmov Srednješolski muzikal, ki je premiero doživel oktobra 2008. Owen Gleiberman iz revije Entertainment Weekly je njen nastop opisal kot »nekoliko neumen, brez pravega užitka«, medtem pa je angleški filmski kritik Mark Kermode dejal, da je Ashley Tisdale »najboljša igralka v stranski vlogi« leta 2008. Ashley Tisdale je dobila nagrado MTV Movie Award za »najboljši preboj ženske ustvarjalke« leta 2009. Srednješolski muzikal 3 je zaslužil 42 ameriških dolarjev dobička v prvem tednu predvajanja, kar je postal rekord za muzikal.
Drugi studio album Ashley Tisdale, imenovan Guilty Pleasure, je izšel leta 2009, ter dobil mešane kritike z 54 % dobrih ocen na podlagi Metacritica. Billboard je potrdil, da »album ni najbolj ugoden za pevca«. Ashley Tisdale je dejala, da album vsebuje »več roka in ostalih zvrsti glasbe«, kot je prvi. Guilty Pleasure je dosegel dvanajsto mesto na lestvici Billboard 200, s 25,000 prodanimi kopijami v prvem tednu. Pesem »It's Alright, It's OK« je izšla kot albumov glavni singl aprila 2009 v ZDA v digitalni obliki, drugi singl iz albuma, »Crank It Up« pa je izšla oktobra tistega leta.
Ashley Tisdale je leta 2009 igrala v družinskem filmu 20th Century Foxa z naslovom Vesoljčki s podstrešja kot Bethany Pearson, najstarejša sestra v družini in ena izmed glavnih likov. The New York Times je napisal, da »Tisdaleova velik del filma ni prikazana na ekranu«. Film ne zasluži veliko denarja, temveč samo 60 milijonov ameriških dolarjev. Kot producentka, je Ashley Tisdale lastnica produkcijskega podjetja, imenovanega Blondie Girl Productions, ki ga je ustanovila leta 2008. Podjetje je podpisalo pogodbo z Relativity Media leta 2010, saj nameravajo ustvariti lastno televizijsko serijo. Leta 2010 je bilo tudi potrjeno, da bo Ashley Tisdale članica igralske ekipe Sleepless Beauty in različice Teen Witch.

## Javnost in zasebno življenje
Ashley Tisdale je članica Creative Artists Agency. V letu 2007 smo jo lahko videli na kampanji za Staples, Inc.ove »Geared 4 School«, pojavila pa se je tudi na kampanji za Eckō brand na rdeči preprogi.
V prostem času je Ashley Tisdale zelo dobra prijateljica z igralkami Miley Cyrus, Vanesso Anne Hudgens, Brittany Snow, Kaley Cuoco in Brendo Song. Z igralko Mischo Barton, s katero je tudi v dobrih odnosih, se poznata že od otroštva.
Ashley Tisdale je hodila s plesalcem Jaredom Murilloom vse dokler se ni njuno razmerje končalo v marcu 2009. Marca 2007 je Ashley Tisdale za revijo Blender povedala, da ni bila nikoli odvisna od drog ali alkohola in da ne kadi, ter dodala še: »Moja mama me je zares prepričala v to, sploh pa nisem oseba, ki bi bila pod velikim pritiskom.« Revija Maxim ji je dodelila deseto mesto na lestvici Hot 100 leta 2008, revija Forbes pa štiriindevetdeseto na lestvici 100 najpopularnejših slavnih oseb.
Imela je operacijo na nosu, za katero pa Ashley Tisdale zatrjuje, da je bila narejena »iz zdravstvenih razlogov in ne zato, ker ne bi bila zadovoljna s svojim nosom.« Za revijo People je povedala, da se ji zdi pomembno, da je odkrita z oboževalci.
Leta 2008 je Ashley Tisdale revija Forbes uvrstila na sedemnajsto mesto »najbolje plačanih oseb pod tridesetim letom«, saj je za film Srednješolski muzikal 3 prejela 2.8 milijonov dolarjev. Podjetje Huckleberry Toys je izdalo omejeno izdajo plastičnih lutk, ustvarjenih po njeni podobi. Igrala je tudi v reklami za Degree Girl. Leta 2009 je Ashley Tisdale podpisala petletno pogodbo z italijansko linijo oblek, Puerco Espin ter tako postala prostovoljka za dobrodelno kampanjo »Get on the Bus« leta 2009.
Njena sestra, Jennifer Tisdale, je rodila deklico po imenu Mikayla Dawn, kar je Ashley Tisdale 13. februarja 2010 objavila na Twitterju.

## Filmografija

### Filmi
| Leto | Naslov                                 | Vloga           | Opombe                          |
| ---- | -------------------------------------- | --------------- | ------------------------------- |
| 1998 | Življenje žuželk                       | Blueberry Scout | Glasovna vloga                  |
| 2001 | Donnie Darko                           | Kim             |                                 |
| 2001 | Nathan's Choice                        | Stephanie       |                                 |
| 2002 | The Mayor of Oyster Bay                | Jennifer        | Televizijski film               |
| 2006 | Srednješolski muzikal                  | Sharpay Evans   | Disney film                     |
| 2006 | Whisper of the Heart                   | Yuko Harada     | Glasovna vloga                  |
| 2007 | Srednješolski muzikal 2                | Sharpay Evans   | Disney film                     |
| 2007 | Dajmo punce: Zmaga ali nič             | Ona             | televizijski film               |
| 2008 | Kaj pa zdaj?                           | Mandy Gilbert   | Glavna vloga, televizijski film |
| 2008 | Srednješolski muzikal 3: Zadnji letnik | Sharpay Evans   |                                 |
| 2009 | Vesoljčki s podstrešja                 | Bethany Pearson |                                 |
| TBA  | Sleepless Beauty                       |                 | Pre-produkcija                  |
| TBA  | Teen Witch                             | Louise Miller   | Pre-produkcija                  |

### Televizija
| Leto       | Naslov                      | Vloga                           | Opombe                                           |
| ---------- | --------------------------- | ------------------------------- | ------------------------------------------------ |
| 1997       | Smart Guy                   | Amy                             |                                                  |
| 1997       | Sedma nebesa                | Janice                          |                                                  |
| 2000       | Beverly Hills, 90210        | Nicole Loomis                   |                                                  |
| 2000       | Movie Stars                 | Študentka                       |                                                  |
| 2000       | The Amanda Show             | Cold-Curer                      | 3 epizode                                        |
| 2000       | The Geena Davis Show        | Tracy                           |                                                  |
| 2000       | Boston Public               | Carol Prader                    |                                                  |
| 2001       | Bette                       | Jessica                         |                                                  |
| 2001       | Once and Again              | Marni                           |                                                  |
| 2001       | Kate Brasher                | Winona                          |                                                  |
| 2001       | Čarovnice                   | Bežoča se najstnica             | Manjši pojav                                     |
| 2002       | The Hughleys                | Stephanie                       | 3 epizode                                        |
| 2003       | Strong Medicine             | Sherry Lowenstein               |                                                  |
| 2003       | Sami doma                   | Leah                            |                                                  |
| 2003       | George Lopez                | Olivia                          |                                                  |
| 2003       | Still Standing              | Bonnie                          | 4 epizode                                        |
| 2005–2008  | Paglavca v hotelu           | Maddie Fitzpatrick              | Glavna vloga (75 epizod)                         |
| 2006       | Hannah Montana              | Maddie Fitzpatrick              |                                                  |
| 2007       | Kim Possible                | Camille Léon                    | Glasovna vloga, 3 epizode                        |
| 2007–danes | Phineas and Ferb            | Candace Flynn                   | Glavna glasovna vloga (92 epizod)                |
| 2008       | Studio DC: Almost Live      | Ona                             | Disney Channel                                   |
| 2009       | Paglavca na krovu           | Maddie Fitzpatrick              | Gostovalni pojav                                 |
| 2010–2011  | The Cleveland Show hellcats | Lacey Stapleton savannah monroe | Glasovna vloga, 3 epizode glavna vloga 22 epizod |

## Diskografija

### Glasbeni albumi
- 2007: Headstrong
- 2009: Guilty Pleasure

### DVD-ji
- 2007: There's Something About Ashley

## Nagrade in nominacije
| Leto | Rezultat   | Nagrada                            | Kategorija                                                | Delo                                   | Vir    |
| ---- | ---------- | ---------------------------------- | --------------------------------------------------------- | -------------------------------------- | ------ |
| 2000 | nominirana | Young Artist Award                 | Najboljši gostovalni nastop v televizijski seriji - drama | Boston Public                          | [ 15 ] |
| 2007 | dobila     | Nickelodeon UK Kids Choice Awards  | Najboljša televizijska igralka                            | Paglavca v hotelu                      | [ 16 ] |
| 2007 | nominirana | Premios Oye!                       | Najboljši mednarodni preboj ustvarjalca                   | Headstrong                             | [ 59 ] |
| 2009 | dobila     | 2009 MTV Movie Awards              | Najboljši preboj ženske ustvarjalke                       | Srednješolski muzikal 3: Zadnji letnik | [ 32 ] |
| 2009 | nominirana | Teen Choice Awards                 | Najboljša igralka: Glasba/ples                            | Srednješolski muzikal 3: Zadnji letnik | [ 60 ] |
| 2009 | nominirana | Teen Choice Awards                 | Summer: Movie Star-Female                                 | Vesoljčki s podstrešja                 | [ 60 ] |
| 2009 | nominirana | Los Premios MTV Latinoamérica 2009 | Najboljši novi mednarodni ustvarjalec                     | Guilty Pleasure                        | [ 61 ] |